# Municipio de Union (condado de Rutherford)
El municipio de Union (en inglés: Union Township) es un municipio ubicado en el  condado de Rutherford en el estado estadounidense de Carolina del Norte. En el año 2010 tenía una población de 1.824 habitantes.

## Geografía
El municipio de Union se encuentra ubicado en las coordenadas 35°17′45.43″N 81°58′59.39″O / 35.2959528, -81.9831639.